# 僵尸必须死！
《僵尸必须死！》是一款最多可包含4名玩家的射击类动作冒险电子游戏。游戏作为PlayStation 3和Xbox 360以及Microsoft Windows的可下载版本正式发行，并为《燃烧丧尸》的精神续作。

## 游戏玩法
玩家选择四个角色之一：Jack、前女友Rachel、拉斯塔法里的外星人Luxo或科学家Bryan。每个角色除了装备主武器外，还有不同的副武器。游戏背景设置在虚构的死亡丘（Town of Deadhill），小镇发生了僵尸世界末日，玩家必须完成任务，收集物品并以有限的弹药与尸潮作战，游戏地点包括郊区，购物中心和镇中心。
游戏使用双重模拟摇杆控制系统，一根摇杆用于移动游戏角色，另一根摇杆用于角色武器瞄准。游戏具有具有轻微的RPG元素（如完成任务和使用自订物品）。玩家可以选择完成自己的主线任务，或者在游戏世界中完成支线任务或进行探索。
玩家通过击败敌人并收集物品来提高角色等级，物品位于箱子或柜子之类的容器中。所选角色可以在基地升级，基地也可以作为武器改装中心，如玩家可以在基地制造带电近战武器。

## 游戏评价
| 汇总媒体     | 得分   | 得分   | 得分   |
| 汇总媒体     | X360   | PS3    | PC     |
| ------------ | ------ | ------ | ------ |
| GameRankings | 61.09% | 67.94% |        |
| Metacritic   | 60/100 | 67/100 | 56/100 |

| 媒体      | 得分  | 得分  | 得分 |
| 媒体      | X360  | PS3   | PC   |
| --------- | ----- | ----- | ---- |
| Eurogamer | [ 8 ] |       |      |
| IGN       |       | [ 9 ] |      |